# Detroit/Hamtramck Assembly
Detroit/Hamtramck Assembly is een automobielassemblagefabriek van General Motors op de grens van de Amerikaanse stad Detroit met het stadje Hamtramck. De fabriek ligt op ongeveer vijf kilometer van General Motors' hoofdkantoor en werd geopend in 1985. Op het fabrieksterrein ligt ook een natuurgebied van 6,7 hectare.

## Geschiedenis
Het terrein waar nu de fabriek staat was vroeger een woonwijk met voornamelijk Poolse immigranten en die daarom de naam Poletown droeg. De stad Detroit onteigende alle huizen en ontruimde het hele gebied wat tot rechtszaken leidde die in het nadeel van de bewoners uitdraaiden. In 1981 werden alle gebouwen gesloopt en werd een nieuwe fabriek van General Motors in de plaats gezet. In 1985 was deze assemblagefabriek van 500 miljoen dollar klaar. Vanwege de locatie wordt de fabriek ook wel Poletown Plant genoemd. Het was destijds een van de modernste assemblagefabrieken ter wereld en maakte deel uit van een moderniseringsplan dat ook Buick City inhield. Nieuw voor die tijd waren onder meer het just in time-systeem, het papierloos werken en elektrische robots in plaats van hydraulische. Die robots bleken echter onbetrouwbaar te zijn en werden later grotendeels vervangen. De fabriek produceert sindsdien de grote sedans van Buick, Cadillac en vroeger ook van Oldsmobile. Deze modellen verkochten echter onder de verwachtingen. Begin 2008 schrapte GM een van de shiften om het productieoverschot bij te stellen. Detroit/Hamtramck kreeg nadien de elektrische Chevrolet Volt en zustermodel Opel Ampera toegewezen. GM investeerde ook in de fabriek voor de productie van de Chevrolet Malibu en de Chevrolet Impala.

## Gebouwde modellen
| Afbeelding | Model             | Periode   |  | Afbeelding | Model               | Periode   |
| ---------- | ----------------- | --------- |  | ---------- | ------------------- | --------- |
|            | Buick Riviera     | 1986-1993 |  |            | Oldsmobile Toronado | 1986-1992 |
|            | Cadillac Eldorado | 1986-1999 |  |            | Cadillac Seville    | 1986-2003 |
|            | Cadillac Allanté  | 1987-1993 |  |            | Cadillac Deville    | 1993-2005 |
|            | Buick LeSabre     | 2000-2005 |  |            | Pontiac Bonneville  | 2002-2005 |
|            | Cadillac DTS      | 2006-2011 |  |            | Buick Lucerne       | 2006-2011 |
|            | Chevrolet Volt    | 2010+     |  |            | Opel Ampera         | 2011+     |
|            | Chevrolet Malibu  | 2011+     |  |            |                     |           |